# トラファルガー級原子力潜水艦
トラファルガー級原子力潜水艦 (Trafalgar class submarine) は、イギリス海軍の攻撃型原子力潜水艦。基本的に対潜任務に用いられているが、対艦攻撃や対地攻撃も可能。

## 概要

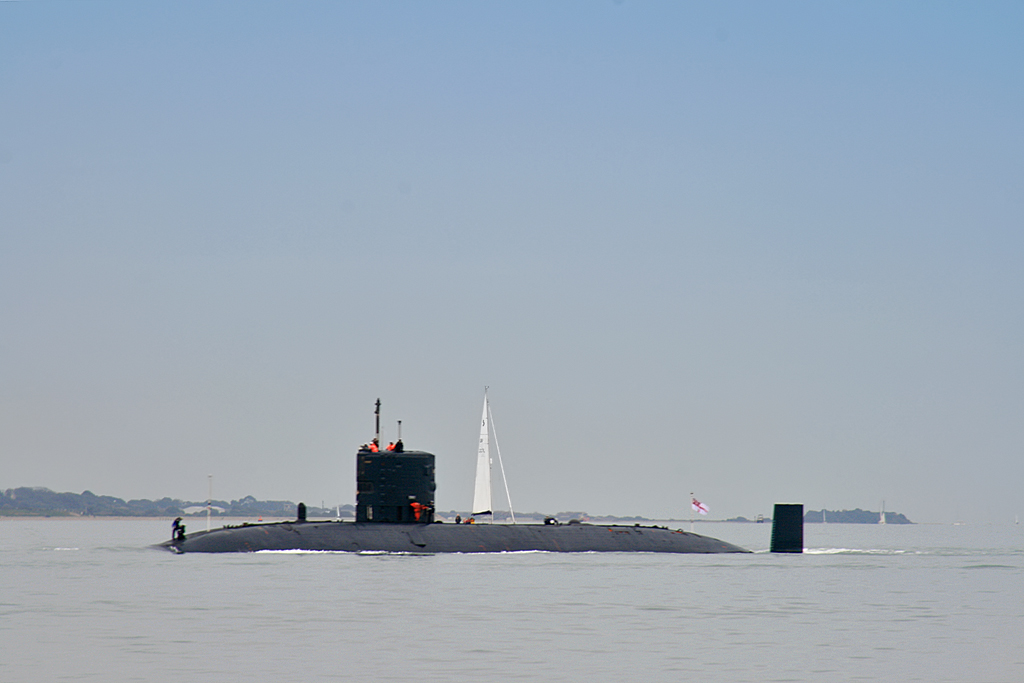
S90「トーベイ」, 2010.

設計はスウィフトシュア級を元に、吸音タイルの利用やポンプジェット推進（タービュレント以降）の導入といった幾つかの改良が施されている。
就役は1983年から1991年にかけて行われ、2025年に全艦退役。

## 同型艦
| 番号 | 艦名                         | 起工            | 進水           | 就役           | 退役           |
| ---- | ---------------------------- | --------------- | -------------- | -------------- | -------------- |
| S107 | トラファルガー HMS Trafalgar | 1979年 4月25日  | 1981年 7月1日  | 1983年 5月27日 | 2009年 12月4日 |
| S87  | タービュレント HMS Turbulent | 1980年 5月8日   | 1982年 12月1日 | 1984年 4月28日 | 2012年 7月14日 |
| S88  | タイアレス HMS Tireless      | 1981年 6月6日   | 1984年 3月17日 | 1985年 10月5日 | 2014年 6月19日 |
| S90  | トーベイ HMS Torbay          | 1982年 12月3日  | 1985年 3月8日  | 1987年 2月7日  | 2017年 7月14日 |
| S91  | トレンチャント HMS Trenchant | 1985年 10月28日 | 1986年 11月3日 | 1989年 1月14日 | 2022年 5月20日 |
| S92  | タレント HMS Talent          | 1986年 5月13日  | 1988年 4月14日 | 1990年 5月12日 | 2022年 5月20日 |
| S93  | トライアンフ HMS Triumph     | 1987年 2月2日   | 1991年 2月16日 | 1991年 10月2日 | 2025年 7月18日 |

## 登場作品
『沈黙の艦隊』
主人公である海江田四郎の考えに共感し、「沈黙の艦隊」に加わった原潜の一隻として実在艦である「タービュレント」が登場している。
『勇者王ガオガイガー』
TVアニメ第39話にて大西洋上で航行中の1番艦「トラファルガー」が爪原種に取り込まれた。